# Dérbi de Zurique
O Dérbi de Zurique é o nome dado aos jogos entre FC Zürich e Grasshopper, sendo as duas maiores equipes de Zurique. O clássico envolve diferenças econômicas e sociais entre os torcedores das equipes, o Grasshopper normalmente tem como seus torcedores membros da elite e o FC Zürich tem como seus torcedores pessoas proletarizadas

## História
O FC Zürich foi originalmente formado a partir do FC Turicum (Turicum é o nome romano de Zurique). Após esta fusão com o FC Excelsior, o FC Zurich foi fundado a 1 de Agosto de 1896. Quando o Grasshopper Club Zürich deixou a Associação Suíça de Futebol em 1909, o Fussballclub Zürich mudou as cores do clube e da camisa de vermelho e branco para azul e branco, que eram tradicionalmente as cores dos Grasshoppers e são as cores da cidade de Zurique. Esta anedota levou a desacordos entre os dois clubes. Como resultado, a rivalidade transbordou para fora do campo de futebol. Isto foi reforçado pelo facto de o Grasshopper tender a ser apoiada pela burguesia, enquanto a FC Zürich era apoiada por trabalhadores e agricultores, uma fronteira social que hoje em dia só tem uma validade limitada.
Em termos de número de bilhetes de época vendidos, os adeptos do Zürich são claramente a maioria na cidade de Zurique, enquanto o Grasshopper tem uma forte base nas localidades ricas da Goldküste e nos municípios de aglomeração. No resto da zona cantonal, a distribuição dos apoiantes é mais equilibrada.

### Vitórias épicas
O primeiro século do "dérbi" tinha visto alguns resultados memoráveis. No campeonato de guerra de 1942/43, foi alcançado um resultado de dois dígitos: 11 a 2 para a GCZ. A maior vitória do FCZ no século XXI remonta à temporada 2011/12. A meia dúzia de golos do FCZ não foi igualada por um único golo do GCZ. Como os dois clubes nem sempre jogaram na mesma liga, levou 70 anos para o 100º derby da cidade. Ocorreu a 2 de Setembro de 1967 diante de 15.000 espectadores no Hardturm. Swede Ove Grahn, Roland Citherlet e Rolf Blättler marcaram os golos para dar à GCZ uma vitória por 3-0.
Também tem havido alguns jogos memoráveis no século XXI. O derby de 3 de Março de 2004 na Copa da Suíça entrou para a história: Após o FC Zurich ter liderado 5:2 após 82 minutos, aparentemente seguro, graças aos gols de Daniel Gygax (3), Clederson César e um golo próprio de Grasshoppers, os Grasshoppers conseguiram marcar mais três golos nos últimos minutos do tempo regulamentar para igualar 5:5. Na prorrogação, Richard Núñez marcou mais um golo para os Gafanhotos com um lóbulo. Porque ao FCZ foi subsequentemente negado um pênalti claro, pelo qual o árbitro Urs Meier pediu desculpa mais tarde, este foi o golo vencedor e o GC entrou na final da Taça com uma vitória por 6:5, que perdeu para o FC Wil 1900. A 7 de Agosto de 2011, o FC Zurich venceu por 6:0 contra o GC em Letzigrund. Com Aegerter, Alphonse, R. Koch, Mehmedi, Kukuruzovic e Nikci, seis jogadores diferentes marcaram os golos. Esta é a maior vitória de sempre do FCZ no derby. Na época 2014/15 o FCZ venceu as 5 reuniões, o que nunca tinha sido conseguido por nenhum dos clubes antes. Outro jogo histórico no derby de Zurique teve lugar a 29 de Novembro de 2015. Em 13 minutos, Yoric Ravet, Shani Tarashaj e Caio aumentaram a pontuação de 1 a 0 para 4 a 0 entre o 58º e o 71º minuto. No tempo de lesão, o diretor Kim Källström assegurou a pontuação final de 5 a 0.

### Vergonha em Zurique
O 226º derby no dia 2 de Outubro de 2011 entre a GC e a FCZ ficou na história como a "Vergonha de Zurique". O árbitro parou o jogo após 77 minutos de jogo com o resultado a 2:1 para o GC. Os apoiantes do FCZ deixaram o setor dos visitantes pouco antes, entraram no sector do GC e atiraram uma tocha de magnésio aos fãs adversários. Isto foi precedido por provocações de fãs da GC com bandeiras da FCZ roubadas durante um assalto. O jogo foi posteriormente considerado como uma vitória perdida para a GC. Ambos os clubes foram multados em 50.000 francos suíços cada um. Além disso, não foi permitida a entrada de espectadores no estádio para o seguinte encontro direto.